# Vol Air Rhodesia 827
Le vol Air Rhodesia 827 était un vol civil régulier entre Kariba et Salisbury, en Rhodésie (aujourd'hui Zimbabwe), qui a été abattu peu après le décollage le 12 février 1979 par les guérilleros de l'Armée révolutionnaire du peuple du Zimbabwe (ZIPRA) à l'aide d'un missile Strela 2. Les circonstances étaient très similaires à celles du crash du vol 825 d'Air Rhodesia cinq mois plus tôt. Au 1er janvier 2022, il reste l'incident aérien le plus meurtrier en Rhodésie/Zimbabwe.

## Description de l'incident
Le départ du vol de Kariba ayant été retardé, il n'a donc pas eu le temps de grimper au-dessus du lac pour passer au-dessus du plafond des missiles antiaériens lancés à l'épaule avant de se diriger vers Salisbury.[réf. nécessaire] ZIPRA avait des informations selon lesquelles le commandant des forces de sécurité rhodésiennes, le général Peter Walls, était à bord et ils ont essayé de l'assassiner. Cependant, lui et sa femme ont raté le vol et en ont pris un plus tard, qui a atterri en toute sécurité à Salisbury. L'avion a été endommagé par un missile SAM-7  et est tombé en terrain accidenté dans la zone d'achat africaine de Vuti à l'est du lac Kariba. Aucun des 59 passagers ou membres d'équipage n'a survécu.

## Conséquences
Après le deuxième incident, Air Rhodesia a ajouté un revêtement aux tuyaux d'échappement de leur avion Viscount pour réduire leur signature infrarouge et a peint l'avion avec une peinture à faible rayonnement comme contre-mesures contre les missiles à recherche de chaleur.[réf. nécessaire]
Le 25 février 1979, l'armée de l'air rhodésienne, avec l'aide secrète de l'armée de l'air sud-africaine, lança l'opération Vanity, un bombardement de représailles contre un camp ZIPRA près de Livingstone, en Zambie.